# 安德鲁·朗格
安德鲁·朗格（Andrew Lang，1844年3月31日—1912年7月20日），蘇格蘭著名诗人、小说作家及文学评论家。其对人类学亦有所贡献。安德鲁·朗格在当代最为人熟知的是其对民间故事及童話的收集。

## 生平
安德鲁·朗格是家中长子，父亲和母亲分别为约翰·朗格（John Lang）和Jane Plenderleath Sellar。1875年4月17日，与李奧諾拉·布蘭琪·阿萊恩（Leonora Blanche Alleyne）结婚。
他分别就读於塞尔扣克文法学校（Selkirk grammar school），爱丁堡学院，圣安德鲁斯大学，以及牛津大学贝利奥尔学院，并是牛津大學墨頓學院的得意门生。拥有記者、诗人、評論家及历史学家多重身份的他，被认为是当时最才华横溢的作家之一。
朗格死于心绞痛，后被安葬于圣安德鲁大教堂附近。

## 学术成就

### 民间传说与人类学
朗格主要以他在民间传说、神话和宗教方面的著作而闻名。他对民间传说的兴趣源于早年阅读麦克伦南和爱德华•伯内特•泰勒的作品。
他最早出版的书是《风俗与神话》（1884）.在《神话，仪式与宗教》（1887）一书中，他提出神话中“非理性”的元素是某些更原始的形式的残留。朗格的《宗教的形成》很大程度上是受了18世纪“高贵野蛮人”理念的影响：在本书中，他认为所谓的“野蛮”种族的信仰，和当时英国对超自然现象的兴趣是一样的。他的经典之作《蓝色童话》（1889）是一本装帧精美的童话集，在这之后他又陆续出版了许多童话集，总称为《安德鲁朗格彩色童话集》。《淡紫色童话》的扉页上有他向妻子的致敬，感谢她为该书大部分故事翻译、抄录的工作。在《社会起源》（1903）一书中，朗格考察了图腾崇拜的起源。

### 超心理学
朗格是超心理学的创始人之一，他的其它人类学著作包括《梦境与鬼魂之书》（1897），《魔法与宗教》（1901）和《图腾的秘密》（1905）。他于1911年担任英国心灵学会会长一职。

### 古典学
朗格与其他学者合作翻译了散文体的荷马的《奥德赛》（1879）和《伊利亚特》（1883），二者皆以其古老而优美的风格闻名至今。他是守旧派的荷马学者，另外还创作了《荷马与希腊研究》（发表于《小论文》1891）、《荷马与荷马史诗》（1893）；散文体翻译《荷马式赞歌》（1899），其中包含的文学与神话学论文将希腊神话和其它神话做了比较；《荷马与他的时代》（1906）。

### 历史
朗格在历史方面的著作包括《玛丽斯图亚特之谜》（1901），大力褒扬了玛丽一世；专题论文《玛丽斯图亚特的画像与珠宝》和《詹姆斯一世 (英格兰) 与高里之谜》（1902）；《约翰诺克斯与宗教改革》（1905），本书中对诺克斯的抱怨引发了一场大论战；《间谍匹克》（1897）、《匹克的同伙》（1898）；《苏格兰历史：从罗马入侵开始》（1900）等。

### 其他著作
朗格著有《古代法兰西的民谣与歌词》（1872）、《青瓷民谣》（1880，扩充版1888）等一系列优美的韵诗集。
朗格同时也是一个活跃的新闻从业者和评论家。